# Povilas Jakučionis
Povilas Jakučionis (* 4. Februar 1932 in Pajiesys, Rajongemeinde Kaunas; † 19. März 2022) war ein litauischer Politiker.

## Biografie
Nach dem Abitur an der Mittelschule absolvierte er 1961 das Diplomstudium des Bauingenieurwesens am Kauno politechnikos institutas. Danach promovierte er in Architektur.
Von 1961 bis 1974 arbeitete er in Švenčionys als Architekt und von 1974 bis 1992 am Institut für Projekte im Kolchosbau. Von 1992 bis 1996 und von 2000 bis 2008 war er Mitglied im Seimas. Von 2000 bis 2003 war er Mitglied im Stadtrat von Vilnius.
Ab 1989 war er Mitglied der Lietuvos politinių kalinių ir tremtinių sąjunga, ab 1999 der Tėvynės sąjunga.
Er war verheiratet mit Frau Teklė und hat mit ihr zwei Kinder.